# 대구백화점

대백마트 금장점

대구백화점(DEBEC, (株)大邱百貨店)은 대한민국 대구광역시의 유통 기업이다. 개신교 기업으로, 관계사로 대백상호저축은행, ISJ communication, 대백선교문화재단이 있다. 임직원이 사회공헌 활동을 위해 "한마음봉사단"이라는 모임을 만들어 봉사활동을 하고 있다. 2013년 9월 30일까지 신세계와 제휴했으며, 이후 제휴 관계가 청산되었다. 줄여서 "대백"이라고 한다.

## 연혁
- 1944년 1월 10일 - 대구상회로 창업한 구본흥에 의해 백화점으로 설립
- 1962년 3월 5일 - 법인전환에 따라 기존 대구상회 폐업처리하여 합자회사 대구백화점으로 신규 설립
- 1969년 12월 26일 - 대구 중구 동성로에 대구백화점 본점 개장
- 1969년 12월 26일 - 법인전환하며 이후 기존 합자회사 폐업처리하여 주식회사 대구백화점이라는 법인으로 신규 설립
- 1971년 5월 13일 - 대백갤러리 개관
- 1973년 4월 9일 - 정찰제 시범업체로 지정 (경북상정 제 1 호)
- 1977년 3월 6일 - 상공부 제15호로 수퍼체인본부 회사로 지정
- 1979년 8월 1일 - 신용판매(크레디트 카드제)제도 도입실시
- 1982년 3월 20일 - 대통령표창 (상공의 날)
- 1982년 6월 1일 - 전국최초의 시범유통사업체 지정 (상공부 제1호)
- 1984년 11월 - 계열사 대백상호신용금고(현. 대백저축은행) 신설
- 1986년 4월 - 현 CI로 변경 (일본 동경도랑 같은 CI라고 하지만 3년 먼저 사용)[2]
- 1987년 3월 1일 - 본점신관 전관 오픈
- 1988년 - 경상북도 포항시 죽도2동(현 북구 죽도동)소재의 포항 신라쇼핑을 인수, 대백쇼핑으로 재개장하였다.[3]
- 1988년 9월 15일 - 기업공개
- 1988년 10월 10일 - 주식상장
- 1989년 1월 10일 - 중구 대봉1동에 대백프라자[4]를 착공
- 1993년 9월 15일 - 대백프라자 개점
- 2002년 - 신세계백화점과 업무 제휴
- 2005년 2월 - 포항 대백쇼핑이 폐점하였다.
- 2009년9월 대구백화점 직영마트 1호점 디마켓 신매점, 2호점 디마켓 사월점 개점
- 2009년 - 대구은행 제휴사 직불카드 도입[5][6]
- 2009년 7월 - 대구백화점 계열사인 아이에스제이커뮤니케이션 편입
- 2011년 - 짐매니아플러스(구 대백가구 범어점) 계열사 편입
- 2013년 9월 30일 신세계백화점과의 제휴 종료
- 2014년 짐매니아 플러스 계열사 분리
- 2015년 8월 1일 인성아이엔씨(대백아울렛) 계열사 편입
- 2017년 4월 14일 대백아울렛 동대구점 개점
- 2021년 7월 1일 동성로 본점 휴업, 프라자점 유지
- 2022년 1월 대구백화점이 모기업인 ㈜JHB홀딩스 매각

## 지점 현황
| - 동성로본점 (1969.12.26 개점) 폐점 - 프라자점 (1993.9.15 개점) - 아울렛 동대구점 (2017.4.14 개점) 폐점 - 대백문화센터 - 대백프라자갤러리 - 대백프라임홀 - 대백레오 문화홀 대구광역시 북구 조야동 냉동ㆍ냉장차량 4대, 전동지게차 2대 | (행정구역명 오름차순) - 경북 경산시 압량읍 압량점 - 경북 경산시 옥곡동 옥곡점 - 경북 경산시 진량읍 진량점 - 경북 경주시 현곡면 경주금장점 - 경북 안동시 용상동 안동용상점 - 경북 영천시 완산동 영천점 - 경북 청도군 청도읍 청도점 - 대구 남구 봉덕동 봉덕점 - 대구 달서구 도원동 대곡점 - 대구 달서구 도원동 한실점 - 대구 달서구 본리동 본리점 | - 대구 달서구 상인동 상인점 - 대구 달서구 송현동 송현점 - 대구 달서구 진천동 진천점 - 대구 달서구 호산동 - 대구 달성군 다사읍 다사점 - 대구 달성군 화원읍 유천점 - 대구 동구 방촌동 강촌점 - 대구 동구 율하동 반야월점 - 대구 동구 지저동 공항점 - 대구 동구 신암동 신암점 - 대구 북구 대현동 대현점 - 대구 북구 동천동 칠곡동천점 - 대구 서구 내당동 내당점 - 대구 서구 평리동 평리점 - 대구 수성구 노변동 시지점 - 대구 수성구 범어동 범어점 - 대구 수성구 파동 파동점 |